# Félix Pécaut
Pour les articles homonymes, voir Pécaut.
Félix Pécaut, né le 3 juin 1828 à Salies-de-Béarn et mort le 31 juillet 1898 à Orthez, est un pédagogue français, inspecteur général de l'Instruction publique.
Il fut chargé par Ferdinand Buisson de fonder l'École normale supérieure de jeunes filles de Fontenay-aux-Roses en 1880.

## Biographie
Félix Pécaut est le fils de Pierre Pécaut, membre du consistoire protestant, fabricant de chocolat puis syndic de la Fontaine salée de Salies-de-Béarn et de son épouse, Félice Beigbeider.
Il fait ses études secondaires à Nérac, au collège royal de Pau, puis au collège protestant de Sainte-Foy-la-Grande, où il se lie avec Edmond de Pressensé et Pierre Goy,. Il fait ses études à la faculté de théologie protestante de Montauban. En 1848-1849, il poursuit sa formation à l'université de Berlin et de Bonn, et à Genève, où il se lie avec Edmond Schérer. En 1850, il est suffragant à Salies-de-Béarn, mais il est poussé à la démission du fait de son refus de lire le Symbole des apôtres. il fonde une institution en Suisse, à Neuchâtel. Lors du synode des Églises réformées de 1872, il s'élève contre l'idée d'une Église liée à l'État et démissionne, sans avoir jamais été pasteur. Se consacrant alors aux questions éducatives, son amitié avec Ferdinand Buisson, alors professeur à l'Académie de Neuchâtel lui offre la possibilité de mettre en œuvre une orientation laïque de l’enseignement public primaire en France.
Après la Guerre franco-prussienne de 1870, Jules Ferry l'envoie en mission en Italie pour enquêter sur la mise en place de l'instruction publique dans l'Italie réunifiée, avant de l’engager comme délégué à l’Instruction publique, dont il était le ministre. En 1880, il contribue à la fondation de l’École normale supérieure de Fontenay-aux-Roses, destinée à former des enseignantes d'écoles normales d'institutrices, et dont le principe a été décidé par Ferdinand Buisson, en accord avec Jules Ferry. Il en sera le premier directeur, pendant seize ans, avant de se retirer près d'Orthez, dans ses dernières années de vie.
Il est inhumé au cimetière de Salles-Mongiscard (Pyrénées-Atlantiques).

## Activités politiques et sociales

### Engagement en faveur du libéralisme religieux dans l'Église réformée
En tant que théologien, il est un partisan du libéralisme théologique et de la laïcité dans l'enseignement.

### Engagement en faveur de l'éducation et de la laïcité
Comme éducateur après la Guerre de 1870, il s'agissait pour lui « d’instruire la démocratie naissante qui, pour la première fois, était appelée à se gouverner elle-même, et de lui donner une règle morale intérieure, un fond de raison pratique, une réserve d’énergie morale, une tenue de caractère, tout ce sans quoi il n’est ni d’hommes ni de peuples libres. »

### Engagement républicain au moment de l'affaire Dreyfus
Il est un des premiers dreyfusards. Alors qu'il était malade et rentré à Orthez, il prit le soin de démissionner de son titre d'inspecteur de l'Instruction publique pour manifester son désaccord avec ce qu'il estimait être une frilosité du gouvernement à cet égard. Ferdinand Buisson rendit public son dreyfusisme sur la tombe même de Pécaut le jour de son enterrement en août 1898.

## Distinctions et hommages
- 1892 : officier de la Légion d'honneur (chevalier en 1881)[1]
- La rue Félix-Pécaut, dans le 17e arrondissement de Paris et le collège de Salies-de-Béarn portent son nom.

### Iconographie
- Jean Dampt, Félix Pécaut, 1900, buste, École normale supérieure de Lyon[6],[7].

## Publications
- Le Christ et la Conscience. Lettres à un pasteur sur l'autorité de la Bible et l'autorité de Jésus-Christ. Plusieurs éditions. Livre de scandale. Paris et Genève, Cherbuliez, 1859. Réédité par Théolib en 2008.
- De l’avenir du Théisme chrétien considéré comme religion, Cherbuliez, 1864. Réédition Théolib 2005.
- De l’avenir du Protestantisme en France, Cherbuliez, 1865.
- Le Christianisme libéral et le Miracle, Cherbuliez, 1869. Réédité par Théolib  Paris 2010 dans un ouvrage intitulé "Le christianisme libéral", comprenant également des conférences de Ferdinand Buisson.  (ISBN 978-2-365-00020-8)
- De l’argument de l’Utilité morale en matière de Religion, Paris, Fischbacher, 1879.
- Discours de MM. F. Pécaut, A. Coquerel fils et T. Colani sur une confession de foi proposée par M. Bois. Réédition Théolib 2008, avec les lettres au Synode de Gaufrès, sous le titre Discours et lettres au Synode.
- Les Lettres de Province, ou Études au jour le jour sur l’Éducation nationale, Journal Le Temps, 1871 à 1879.
- Deux mois d’enquête en Italie, Paris, Hachette, 1880.
- L’Éducation publique et la Vie nationale, Paris, Hachette, 1897.
- Quinze ans d’Éducation, Paris, Ch. Delagrave, 1902.
- Pages choisies et fragments inédits, Paris, Fischbacher, 1906.*
- Félix Pécaut, « Exercices scolaires (oraux et écrits) », Le Télémaque, vol. 45, no 1,‎ 2014, p. 9-14 (lire en ligne, consulté le 18 avril 2018) ou Dictionnaire de Ferdinand Buisson, INRP [lire en ligne].